# Chromosoom 3
Chromosoom 3 is een chromosoom in het menselijk lichaam dat ongeveer 199 miljoen basenparen DNA bevat. Het staat voor 6 tot 6,5 procent van het totale DNA in cellen.
Op chromosoom 3 bevinden zich naar wordt aangenomen anno 2008 ongeveer 80 genen die de oorzaak van een ziekte kunnen vormen.

## Te herleiden aandoeningen
Aanleg voor onder meer de volgende aandoeningen is te herleiden tot een fout (een verkeerde structuur of aantal basenparen) op chromosoom 3:
- Charcot-Marie-Tooth neuropathie type 2B
- het Syndroom van Cornelia de Lange
- het Syndroom van Von Hippel-Lindau
- En deel van het syndroom van Waardenburg type 2

1 ·
2 ·
3 ·
4 ·
5 ·
6 ·
7 ·
8 ·
9 ·
10 ·
11 ·
12 ·
13 ·
14 ·
15 ·
16 ·
17 ·
18 ·
19 ·
20 ·
21 ·
22 ·
X ·
Y